# Diritti LGBT in Papua Nuova Guinea
Nel paese l'omosessualità femminile è legale al contrario di quella maschile che non lo è.
Le persone LGBT non godono di alcuna tutela contro le discriminazioni e le coppie formate da persone dello stesso sesso non hanno alcun riconoscimento giuridico.

## Leggi relative all'omosessualità
L'omosessualità maschile nel paese è vietata dalla Sezione 210 del Codice Penale della Papua Nuova Guinea. Gli uomini che sono trovati colpevoli di aver avuto un rapporto sessuale con una persona dello stesso sesso possono essere puniti con la reclusione da tre a quattordici anni di carcere.

## Condizioni di vita
Le persone apertamente LGBT devono affrontare una "discriminazione nella loro vita quotidiana" e "hanno spesso difficoltà a trovare lavoro".

## Tabella riassuntiva
| Depenalizzazione dell'omosessualità                                                                           | maschile / femminile |
| Uguale età del consenso rispetto agli eterosessuali                                                           | maschile / femminile |
| Divieto di discriminazione nel posto di lavoro                                                                | No                   |
| Divieto di discriminazione nella fornitura di beni e servizi                                                  | No                   |
| Leggi anti-discriminazione in tutti gli altri settori (inclusa discriminazione diretta ed espressioni d'odio) | No                   |
| Matrimonio egualitario                                                                                        | No                   |
| Unione civile                                                                                                 | No                   |
| Step-child adoption                                                                                           | No                   |
| Adozione congiunta per le coppie dello stesso sesso                                                           | No                   |
| Diritto per le persone LGBT di poter servire nelle forze armate                                               | No                   |
| Diritto di cambiare genere legale                                                                             | No                   |
| Maternità surrogata per le coppie omosessuali                                                                 | No                   |
| Accesso alla fecondazione in vitro per le lesbiche                                                            | No                   |
| Permesso di donare il sangue                                                                                  | No                   |